# 1918년 쌀 소동

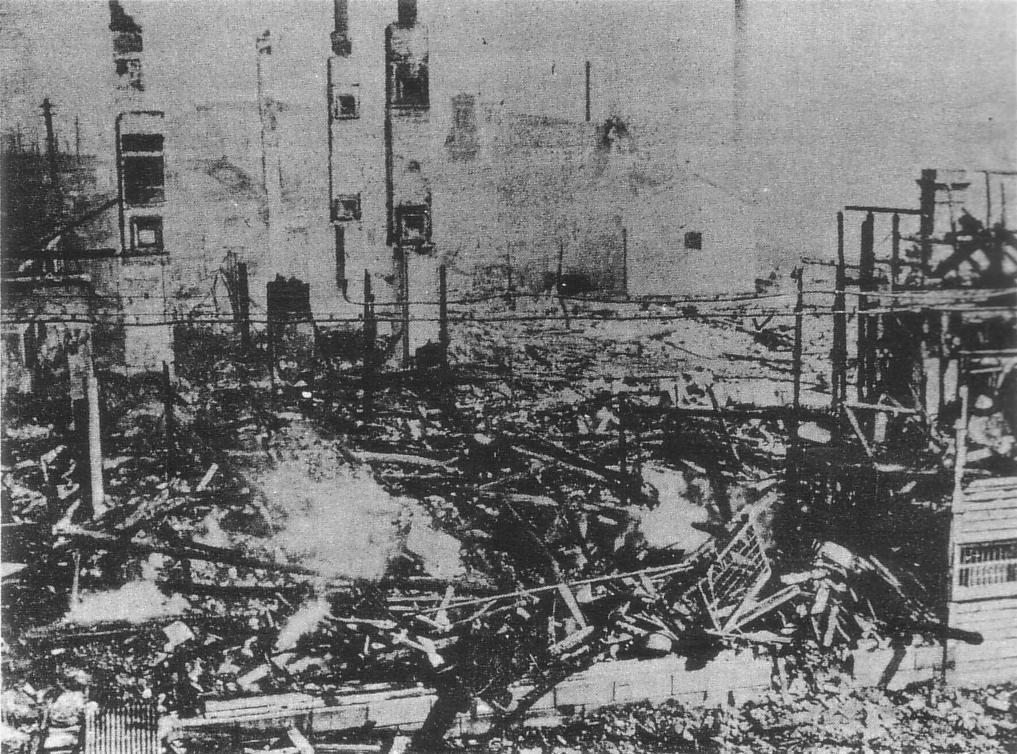
고베에서 발생한 쌀 소동으로 전소된 스즈키 상점 본사

1918년 쌀 소동(일본어: 1918年米騒動 센큐햐쿠주하치넨코메소도[*])이란 1918년 일본 민중이 쌀 도매상의 가격 담합에 항의한 사건을 말한다.

## 설명
제1차 세계 대전에서 승전국의 위치에 오른 일본에서는 산업 혁명이 진행되었다. 산업 혁명의 영향으로 젊은 농업 인구들이 도시로 몰려 농사를 짓는 인구가 줄어든데다가, 지주들에게 쌀을 공급받아서 파는 쌀 도매상들이 가격을 담합하면서 일본 내 쌀 값은 폭등하였다. 당연히 일본 민중들의 불만은 커졌고, 1918년 도야마현에서 어부의 아내들이 쌀값을 내리라고 요구하며 쌀가게를 습격하여 불태운 사건을 시작으로 쌀소동 사건은 번져나간다.
이처럼 식량 공급 문제가 일본에서 사회 문제로 번지자 일본 정부는 1920년대에 일본의 식민지로 있던 조선에서 산미증식계획을 실시한다. 산미증식계획은 일본에 대한 쌀 수출량을 증가시켰지만 이로 인해 조선 내의 식량 부족 문제는 더해져 일제강점기의 조선 민중들은 만주에서 들여오는 잡곡 등으로 식량을 충당해가야 했다.